# فاکس مولدر
فاکس ویلیام مولدر شخصیتی تخیلی و یک مامور ویژه اف‌بی‌آی در برنامه تلویزیونی علمی تخیلی شبکه فاکس پرونده های ایکس است. مولدر و دینا اسکالی دو شخصیت بنیادین برنامه هستند. نقش مولدر را دیوید دوکاونی بازی می کند. همکاران مولدر در اف بی آی باور های او را در مورد موجودات فرازمینی رد می کنند و آن ها را نظریه توطئه می خوانند. هرچند همکار او دینا در بیشتر قسمت های پرونده های ایکس درستی نظریه های مولدر را میبیند. او و اسکالی در دفتر پرونده های ایکس کار می‌کنند و بر روی پرونده‌های حل‌نشده اف بی آی که بیشتر آن ها ماهیت ماورا طبیعی یا فرازمینی دارند کار می‌کنند. مولدر یک از دو شخصیت بنیادین برنامه در هفت فصل نخست آن بود هرچند به یک شخصیت دوره ای برای دو فصل بعد برنامه تبدیل شد. او دوباره در فصل های دهم و یازدهم تبدیل به یکی از دو شخصیت بنیادین برنامه شد.
مولدر برای نخستین بار در قسمت نخستین فصل اول که در سال ۱۹۹۳ پخش شد، ظاهر شد. مولدر به پرنده ناشناس فرازمینی و اینکه دولت آن ها را از دید مردم مخفی می کند باور دارد. مولدر به پرونده های ایکس آنقدر اهمیت می دهد که آنها را به کانون اصلی زندگی خود تبدیل کرده است.

## پیوست
- مشارکت‌کنندگان ویکی‌پدیا. «Fox Mulder». در دانشنامهٔ ویکی‌پدیای انگلیسی، بازبینی‌شده در ۳۱ اکتبر ۲۰۲۴.